# Jan-Kees Wiebenga
Jan Gerco Cornelis (Jan-Kees) Wiebenga (ur. 6 kwietnia 1947 w Haarlemie) – holenderski polityk, prawnik, poseł krajowy, deputowany do Parlamentu Europejskiego (1994–2001).

## Życiorys
W 1966 wstąpił do liberalnej Partii Ludowej na rzecz Wolności i Demokracji (VVD). Był m.in. wiceprzewodniczącym organizacji młodzieżowej (JOVD) tego ugrupowania i redaktorem partyjnego biuletynu „Provincie en Gemeente”.
W 1971 ukończył studia prawnicze na Uniwersytecie w Lejdzie. Pracował do 1972 jako nauczyciel akademicki na tej uczelni. Był radnym Lejdy (1971–1973) i burmistrzem w Eelde (1973–1982). Od 1977 do 1982 sprawował mandat członka Eerste Kamer, izby wyższej Stanów Generalnych. Następnie do 1994 był posłem do Tweede Kamer, niższej izby krajowego parlamentu.
W wyborach w 1994 i 1999 z ramienia VVD uzyskiwał mandat posła do Parlamentu Europejskiego IV i V kadencji. Należał do grupy liberalnej, pracował m.in. w Komisji ds. Swobód Obywatelskich i Spraw Wewnętrznych (od 1994 do 1999 jako jej wiceprzewodniczący). W latach 1999–2001 był wiceprzewodniczącym Europarlamentu.
Z PE odszedł w 2001 w związku z nominacją w skład Rady Stanu, konstytucyjnego organu państwowego o charakterze doradczym. Zasiadał w niej do 2016. Został następnie przewodniczącym państwowej komisji wyborczej (Kiesraad).